# Clariger papillosus
Clariger papillosus és una espècie de peix de la família dels gòbids i de l'ordre dels perciformes.

## Hàbitat
És un peix marí, de clima temperat i demersal.

## Distribució geogràfica
Es troba al Japó.

## Observacions
És inofensiu per als humans.